# 金晖
金晖（1969年5月—），女，汉族，浙江绍兴人，1991年5月加入中国共产党，北京林业大学生态学专业研究生学历，拥有理学博士学位与讲师职称。中华人民共和国政治人物。

## 人物经历
金晖自北京林业大学毕业后长期在北京市任职，曾任中共北京市东城区人民政府党组书记、区长，中共北京市门头沟区党委书记。2023年1月，出任河北省人民政府副省长。